# 細田智也
細田 智也（ほそだ ともや、1991年〈平成3年〉11月14日 - ）は、日本の政治家、臨床検査技師。2017年に埼玉県入間市議会議員に当選し、オープンリーなトランスジェンダー男性としては世界初の議員となった。

## 来歴
埼玉県飯能市に生まれ、入間市で育った。飯能市立精明小学校、入間市立野田中学校卒業。第二次性徴で胸がふくらみ始める頃、自らの性に違和感を持つようになった。中学では駅伝に没頭。進学先の埼玉平成高等学校で陸上部に入るも、女子のユニフォームが嫌になり部活から足が遠のく。「子どもの頃は、自分が大人になる未来が想像できなかった。真っ暗闇の中にいた」という。
帝京大学2年生の時、成人式の直前に母親にカミングアウト。性同一性障害と診断を受ける。母親の後押しもあり、2015年4月、乳腺切除と卵巣摘出の手術を行う。同年6月に改名、戸籍を女性から男性に変更した。帝京大学医療技術学部臨床検査学科卒業。臨床検査技師として静岡県の公立病院で勤務した。

### 入間市議として
以前から関心のあった性感染症の勉強をするために2016年11月に病院を退職。性感染症の学会にアクセスしやすい入間市に戻った。また、セクシュアリティに悩む小中学生たちを勇気づける活動をしたいと考え、市役所に「教育現場などで体験談を話したいがどうすればいいか」と打診。このとき民進党所属の入間市議会議員の関谷真奈美から「LGBT当事者に会って話がしたい」との問い合わせを受ける。数度会ったのち、関谷から市議選に出ることをすすめられる。「選挙の当落は関係なく、トランスジェンダーであることを公表して選挙運動すれば、『こんな人が入間市にいるんだ』と知られるきっかけになる」と思い、立候補を決意。
2017年3月12日に行われた入間市議会議員選挙に民進党公認で出馬し、定数22に対し21位で初当選した。細田の当選は『ニューヨーク・タイムズ』や英国の『インデペンデント』紙が取り上げたことにより海外でも知られるところとなった。同年6月14日、市議会6月定例会の一般質問に初登壇した折は議場の傍聴席がほぼ満席となった。
同年7月6日、豊島区議の石川大我、世田谷区議の上川あや、中野区議の石坂わたる、文京区議の前田邦博らとともに「LGBT自治体議員連盟」を設立した。性的少数者の人権を守る条例や施策を、地方議会を通じて全国の自治体に広げていくことを目指す。同連盟には趣旨に賛同する全国62自治体の議員78人（元職も含む）も参加した。
議員活動の傍ら、企業や学校等で教師や生徒に向けての講演も行う。
2020年6月、英国の非営利団体「One Young World」が年間最優秀政治家15人を発表。「地域社会の若者に好影響を与える」として細田はそのうちの1人に選ばれた。
2021年の市議選に無所属で立候補し、得票数2位で再選を果たした。
2022年3月から4月にかけて脳卒中で入院治療したが、後遺症なく退院した。
2023年の埼玉県議会議員一般選挙に無所属で立候補したが、得票数4位で落選した。
2025年3月の入間市議選に無所属で立候補し、得票数3位で再選を果たした。